# Masacre del Domingo de Ramos
 La masacre del Domingo de Ramos fue un asesinato en masa en 1984 en Brooklyn, Nueva York, que resultó en la muerte de diez personas: tres mujeres, una adolescente y seis niños. Hubo una sobreviviente, una niña pequeña.
Todas las víctimas fueron baleadas, con un total de 19 balas disparadas con dos pistolas a corta distancia, la mayoría en la cabeza, y las víctimas fueron encontradas en poses relajadas sentadas en sofás y sillas, lo que sugiere que fueron tomadas por sorpresa. No hubo signos de drogas o de robo en la escena, pero la casa era propiedad del esposo de una de las víctimas; era un traficante de cocaína condenado. En 1985, Christopher Thomas fue condenado por diez cargos de homicidio involuntario, pero fue absuelto de los cargos de asesinato. El jurado lo condenó por asesinato intencional, pero los cargos se redujeron debido a "disturbios emocionales extremos". Los fiscales dijeron que el motivo fueron los celos. Thomas fue sentenciado a entre 83 y 250 años, pero debido a la ley estatal se esperaba que no pasara más de 50 años en prisión. Cumplió poco más de 32 años de condena antes de ser liberado en 2018, después de haber cumplido dos tercios de los cincuenta años máximos permitidos por el estado de Nueva York.
La única sobreviviente, una niña, fue criada por su abuela.  
Joanna Jaffe que en esa época era una "policía golpeada" y que en 2014 llegó a ser la mujer de más alto rango en el Departamento de Policía de la ciudad de Nueva York, fue asignada a la niña y se mantuvo en contacto con ella a medida que crecía. La niña se fue a vivir con Jaffe a los 14 años. En 2014, después de la muerte de la abuela de la niña, Jaffe la adoptó a la edad de 31 años.